# Nathalie Collard
 (janvier 2023).
Si vous disposez d'ouvrages ou d'articles de référence ou si vous connaissez des sites web de qualité traitant du thème abordé ici, merci de compléter l'article en donnant les références utiles à sa vérifiabilité et en les liant à la section « Notes et références ».
Pour les personnes ayant le même patronyme, voir Collard.
Nathalie Collard est une journaliste et essayiste québécoise.
Elle a collaboré à plusieurs magazines dont Elle Québec, Châtelaine, Infopresse, Commerce ainsi qu'à l'hebdomadaire Voir où elle a été chroniqueuse médias durant plusieurs années. Elle est diplômée de l'Université Concordia en communication et en éthique appliquée de l’Université de Sherbrooke. Depuis 2001, elle est journaliste au quotidien La Presse, où elle a été éditorialiste durant cinq ans. Elle y couvre la littérature depuis 2016.
Elle est l'auteure, avec Pascale Navarro, d'Interdit aux femmes, un essai portant sur la pornographie, le féminisme et la liberté d'expression. Avec le pédiatre Jean-François Chicoine, elle a également coécrit Le bébé et l'eau du bain, publié chez Québec Amérique. En 2015, elle publie un essai intitulé Qui s'occupe du souper? : travail-Famille, l'affaire des deux parents? qui traite de la conciliation travail-famille. En 2017, elle codirige, avec l'animatrice Marie-France Bazzo et le dramaturge René-Daniel Dubois, le collectif De quels médias le Québec a-t-il besoin?, publié chez Leméac.

## Vie privée
Elle a été en couple avec l'animateur Richard Martineau, avec qui elle a eu deux filles. Elle est mariée au journaliste François Cardinal.